# Liste der Biografien/Friedm
Liste der Biografien |
Portal Biografien |
Personensuche
# |
A |
B |
C |
D |
E |
F |
G |
H |
I |
J |
K |
L |
M |
N |
O |
P |
Q |
R |
S |
T |
U |
V |
W |
X |
Y |
Z |
?
 
Fa |
Fe |
Ff |
Fh |
Fi |
Fj |
Fk |
Fl |
Fm |
Fn |
Fo |
Fr |
Ft |
Fu |
Fy
 
Fra |
Frc |
Fre |
Frg |
Fri |
Frk |
Frl |
Fro |
Frr |
Fru |
Fry
 
Fria |
Frib |
Fric |
Frid |
Frie |
Frig |
Frih |
Frii |
Frij |
Frik |
Fril |
Frim |
Frin |
Frio |
Frip |
Frir |
Fris |
Frit |
Friv |
Friz
 
Frieb |
Fried |
Frief |
Frieg |
Frieh |
Friel |
Friem |
Frien |
Frier |
Fries |
Friet |
Friew |
Friez
 
Frieda |
Friedb |
Friede |
Friedh |
Friedi |
Friedj |
Friedk |
Friedl |
Friedm |
Friedr |
Frieds |
Friedt |
Friedw
Die Liste der Biografien führt alle Personen auf, die in der deutschsprachigen Wikipedia einen Artikel haben. Dieses ist eine Teilliste mit 157 Einträgen von Personen, deren Namen mit den Buchstaben „Friedm“ beginnt.

## Friedm

### Friedma
- Friedman, Adam, US-amerikanischer Pokerspieler
- Friedman, Adena (* 1969), US-amerikanische Geschäftsfrau
- Friedman, Alexander (1905–1987), israelischer Architekt
- Friedman, Alexander (* 1979), belarussisch-deutscher Historiker
- Friedman, Alexander Soscha (1897–1943), polnischer Rabbiner, Erzieher, Journalist und Talmud-Gelehrter
- Friedman, Arnold (1879–1946), US-amerikanischer Maler
- Friedman, Avner (* 1932), israelisch-US-amerikanischer Mathematiker
- Friedman, Ayana (* 1950), israelische bildende Künstlerin
- Friedman, Batya (* 1957), US-amerikanische Informationswissenschaftlerin
- Friedman, Benjamin M. (* 1944), US-amerikanischer Ökonom
- Friedman, Benny (1905–1982), US-amerikanischer Footballspieler und -trainer
- Friedman, Bruce Jay (1930–2020), US-amerikanischer Schriftsteller und Drehbuchautor
- Friedman, Budd (1932–2022), US-amerikanischer Komödiant und Schauspieler
- Friedman, Carl (1952–2020), niederländische Schriftstellerin und Kolumnistin
- Friedman, Dan (* 1947), US-amerikanischer Ökonom und Hochschullehrer
- Friedman, Daniel (1916–2011), US-amerikanischer Jurist, Bundesrichter
- Friedman, David (* 1944), amerikanischer Jazz-Vibraphonist und Marimbaphonist
- Friedman, David D. (* 1945), US-amerikanischer Rechtswissenschaftler
- Friedman, David F. (1923–2011), US-amerikanischer Filmproduzent
- Friedman, David M. (* 1958), US-amerikanischer Anwalt; US-Botschafter in Israel
- Friedman, Debbie (1951–2011), US-amerikanische Singer-Songwriterin
- Friedman, Don (1935–2016), US-amerikanischer Jazzpianist
- Friedman, Elizebeth (1892–1980), US-amerikanische Kryptoanalytikerin
- Friedman, Emil (1908–2002), tschechischer Geiger, Dirigent und Musikpädagoge
- Friedman, Eric (* 1984), US-amerikanischer Gitarrist und Songwriter
- Friedman, Erick (1939–2004), amerikanischer Violinist und Musikpädagoge
- Friedman, Fanny (* 1926), Ärztin und Politikerin in Eswatini
- Friedman, Fred (1926–2008), US-amerikanischer Flüchtling vor der Judenverfolgung
- Friedman, George (* 1949), US-amerikanischer GeoastrategeGeorge Friedman (* 1949)

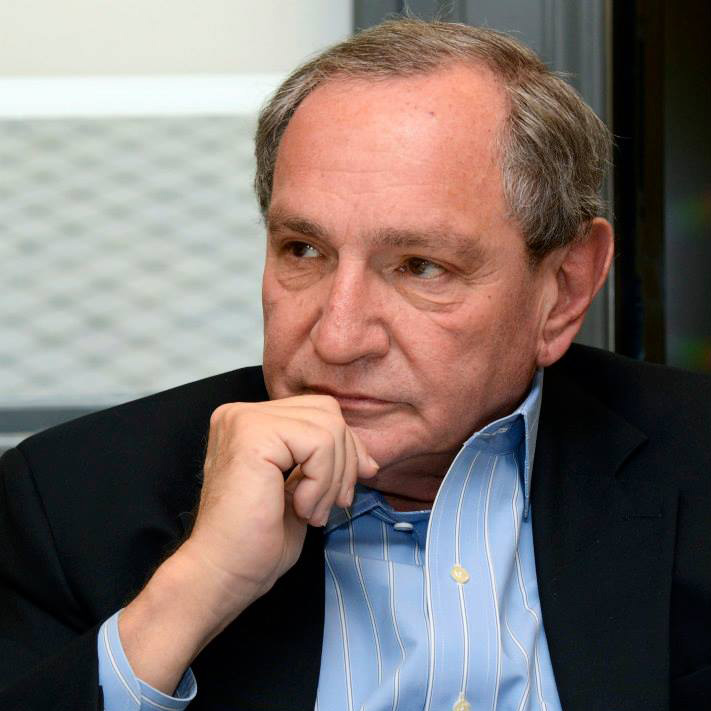
George Friedman (* 1949)

- Friedman, Gerald M. (1921–2011), US-amerikanischer Geologe mit Schwerpunkt Sedimentologie und Erdölgeologie
- Friedman, Harold L. (1923–2005), US-amerikanischer Chemiker
- Friedman, Harvey (* 1948), US-amerikanischer Mathematiker und Philosoph
- Friedman, Harvey (* 1959), US-amerikanischer Film- und Theaterschauspieler
- Friedman, Henryk (* 1903), polnischer Schachspieler
- Friedman, Herbert (1916–2000), US-amerikanischer Physiker
- Friedman, Ignaz (1882–1948), polnischer Pianist und Komponist
- Friedman, Irving (1903–1981), US-amerikanischer Jazzmusiker (Klarinette, Kornett, Saxophon, Arrangement, Komposition)
- Friedman, Jeffrey (* 1951), US-amerikanischer Dokumentarfilmer und Filmproduzent
- Friedman, Jeffrey M. (* 1954), US-amerikanischer Molekulargenetiker
- Friedman, Jena (* 1983), US-amerikanische Stand-up-Comedienne, Drehbuchautorin, Schauspielerin
- Friedman, Jerome Isaac (* 1930), US-amerikanischer Physiker
- Friedman, Jonathan C. (* 1966), US-amerikanischer Historiker
- Friedman, Josh (* 1967), US-amerikanischer Drehbuchautor und TV-Produzent
- Friedman, Jud (* 1956), US-amerikanischer Songwriter und Hochschullehrer
- Friedman, Kim (* 1949), US-amerikanischer Theater- und Fernsehproduzent und -regisseur
- Friedman, Kinky (1944–2024), US-amerikanischer Country-Musiker, Schriftsteller und PolitikerKinky Friedman (1944–2024)

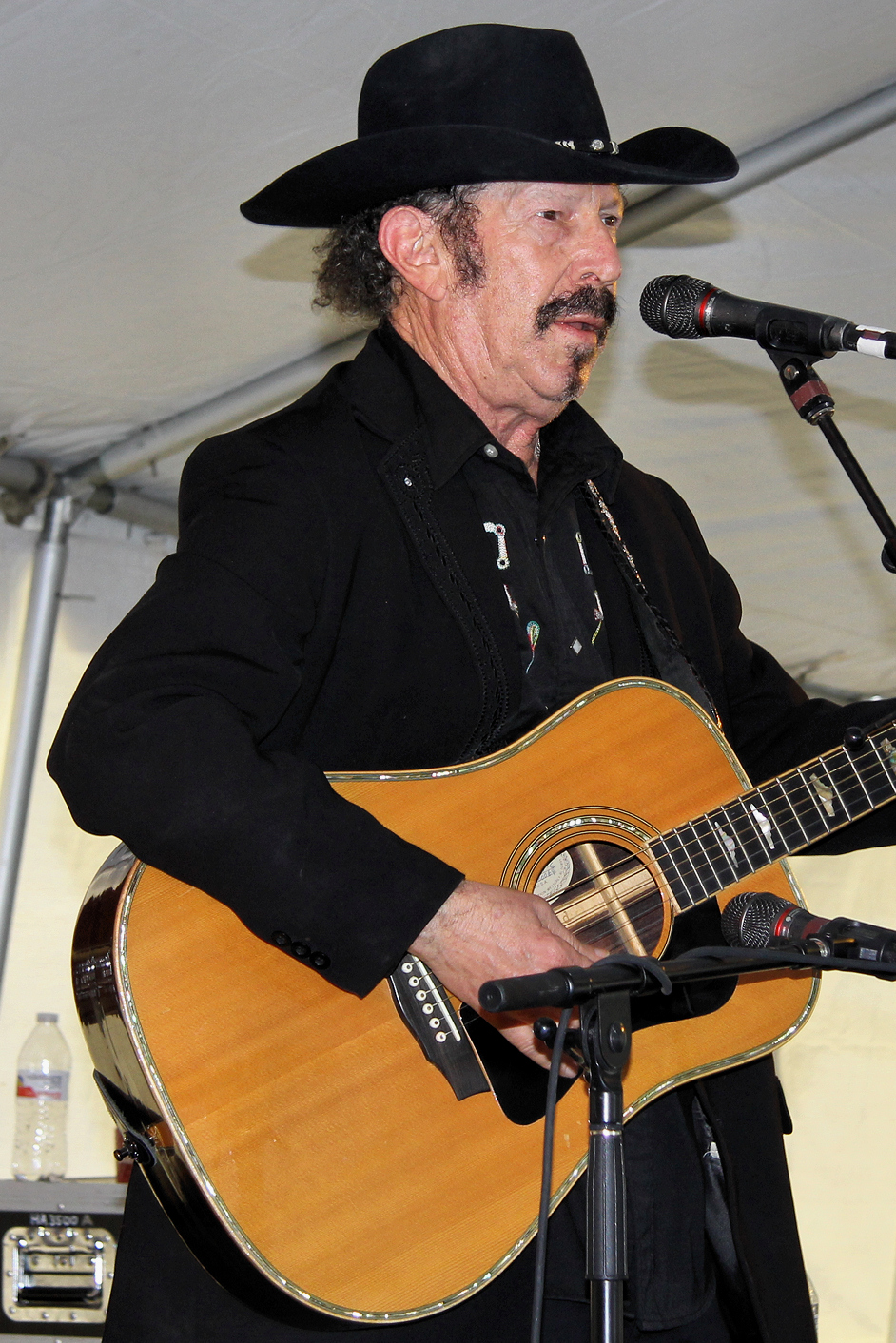
Kinky Friedman (1944–2024)

- Friedman, Laura (* 1966), US-amerikanische Politikerin
- Friedman, Marty (* 1962), US-amerikanischer Gitarrist
- Friedman, Max Paul (* 1967), US-amerikanischer Historiker
- Friedman, Maxwell Jacob (* 1996), US-amerikanischer Wrestler
- Friedman, Meyer (1910–2001), US-amerikanischer Mediziner
- Friedman, Michael (1947–2025), US-amerikanischer Wissenschaftsphilosoph
- Friedman, Michael (* 1954), kanadischer Folksänger, Gitarrist und Komponist
- Friedman, Michael (* 1982), US-amerikanischer Radrennfahrer
- Friedman, Michael Jan (* 1955), US-amerikanischer Science-Fiction-Schriftsteller
- Friedman, Michel (* 1956), deutscher Rechtsanwalt, Politiker (bis 2025 CDU), Publizist und FernsehmoderatorMichel Friedman (* 1956)

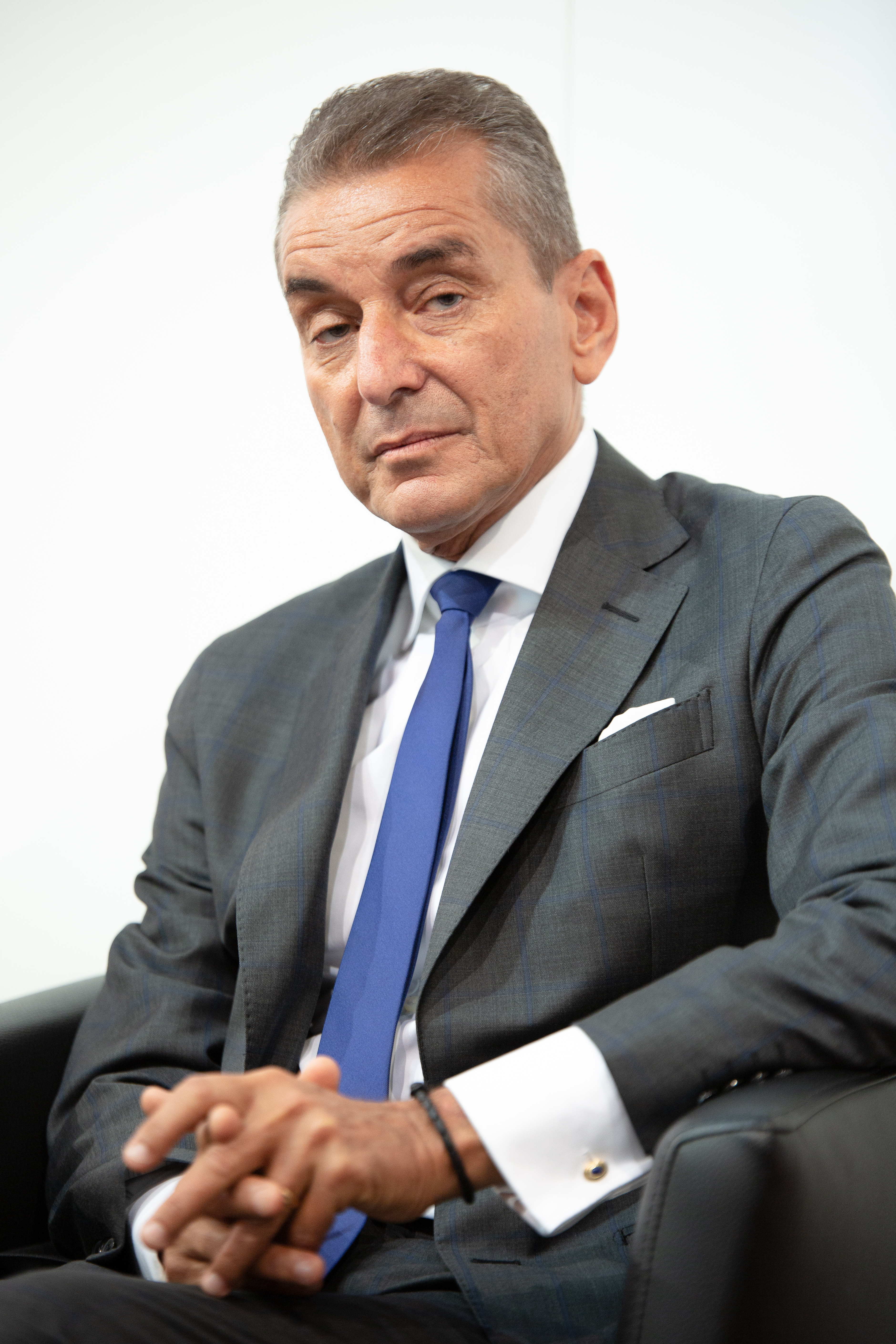
Michel Friedman (* 1956)

- Friedman, Milton (1912–2006), US-amerikanischer Wirtschaftswissenschaftler und Nobelpreisträger
- Friedman, Moishe (* 1972), US-amerikanischer Jude und Holocaustleugner
- Friedman, Mordechai Schlomo (1891–1971), US-amerikanischer Rabbiner und Boyaner Rebbe von New York
- Friedman, Nat (* 1977), US-amerikanischer Softwareentwickler
- Friedman, Noa (* 1989), israelische Schauspielerin
- Friedman, Oscar, US-amerikanischer Mobster
- Friedman, Patri (* 1976), US-amerikanischer AnarchokapitalistPatri Friedman (* 1976)

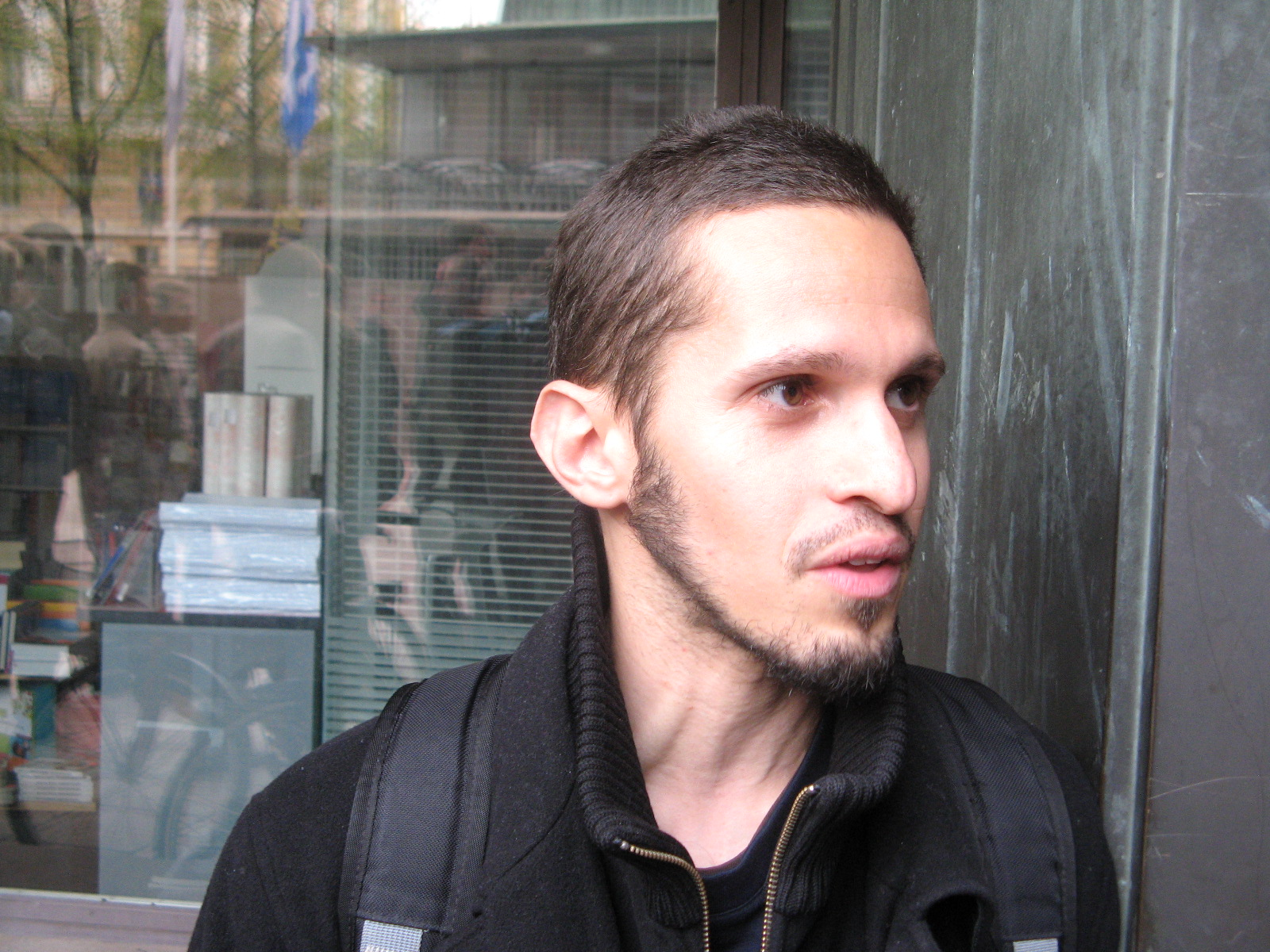
Patri Friedman (* 1976)

- Friedman, Perry (1935–1995), kanadischer Musiker in der DDR
- Friedman, Peter, US-amerikanischer Dokumentarfilmer und Filmeditor
- Friedman, Peter (* 1949), US-amerikanischer Film- und Theaterschauspieler
- Friedman, Philip (1901–1960), polnisch-US-amerikanischer Historiker
- Friedman, Prahlad (* 1978), US-amerikanischer Pokerspieler und Rapper
- Friedman, Renée, US-amerikanische Ägyptologin
- Friedman, Richard Elliot (* 1946), amerikanischer Judaist, Universitätsprofessor
- Friedman, Robert (* 1955), US-amerikanischer Mathematiker
- Friedman, Ron J. (* 1972), US-amerikanischer Drehbuchautor, Filmeditor und Filmproduzent
- Friedman, Rose († 2009), US-amerikanische Wirtschaftswissenschaftlerin
- Friedman, Ross (* 1954), US-amerikanischer Gitarrist
- Friedman, Saul S. (1937–2013), US-amerikanischer Historiker
- Friedman, Snooks (1906–1993), US-amerikanischer Jazzmusiker
- Friedman, Stephen J. (1937–1996), US-amerikanischer Filmproduzent
- Friedman, Sy (* 1953), US-amerikanischer Mathematiker
- Friedman, Thomas L. (* 1953), US-amerikanischer Journalist
- Friedman, Tom (* 1965), US-amerikanischer Konzeptkünstler und Bildhauer
- Friedman, Tuviah (1922–2011), israelischer Gründer der „Wiener Dokumentation“
- Friedman, Walter A. (* 1962), US-amerikanischer Hochschullehrer, Wirtschaftshistoriker und Autor
- Friedman, William (1891–1969), US-amerikanischer Militärkryptologe beim Signals Intelligence Service
- Friedman, Yona (1923–2019), französischer Künstler, Architekt und Visionär
- Friedman, Zeev (1944–1972), israelischer Gewichtheber, der beim Olympia-Attentat starb
- Friedman, Zila (* 1948), israelische Malerin
- Friedmann, Abraham (1873–1938), deutscher Kaufmann
- Friedmann, Alexander (1838–1882), Wiener Industrieller, Gemeinderat und Landtagsabgeordneter
- Friedmann, Alexander (1948–2008), rumänisch-österreichischer Psychiater und Neurologe
- Friedmann, Alexander Alexandrowitsch (1888–1925), russischer und sowjetischer Physiker, Geophysiker und Mathematiker
- Friedmann, Alfred (1845–1923), deutscher Schriftsteller und Übersetzer
- Friedmann, Alice (1897–1980), österreichisch-amerikanische Psychologin
- Friedmann, Anna Werner (* 1992), österreichische Filmschauspielerin und Bühnenschauspielerin
- Friedmann, Anneliese (1927–2020), deutsche Verlegerin, Herausgeberin der AbendzeitungAnneliese Friedmann (1927–2020)

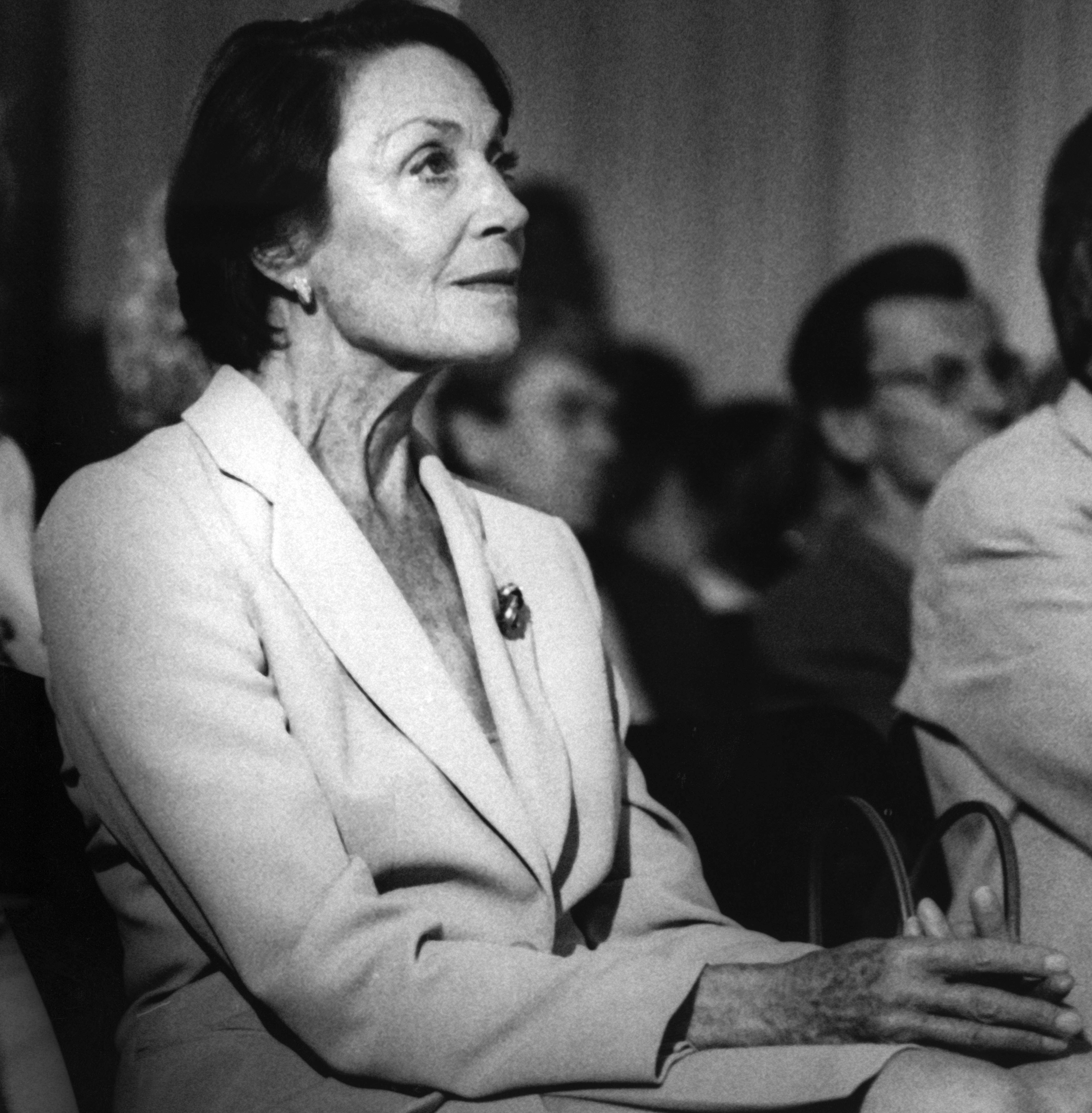
Anneliese Friedmann (1927–2020)

- Friedmann, Armin (1863–1939), österreichischer Dramatiker und Journalist
- Friedmann, Arnold A. (1925–2017), US-amerikanischer Designer
- Friedmann, Aron (1855–1936), jüdischer Kantor und Komponist synagogaler Musik
- Friedmann, Bernd (* 1965), deutscher Musiker und Produzent
- Friedmann, Bernhard (1932–2021), deutscher Politiker (CDU), MdB
- Friedmann, Birgit (* 1960), deutsche Leichtathletin
- Friedmann, Daniel (* 1936), israelischer Rechtswissenschaftler und Politiker
- Friedmann, David (1857–1942), deutscher Unternehmer und Kunstsammler
- Friedmann, David (1893–1980), österreichisch-tschechisch-US-amerikanischer Maler und Zeichner
- Friedmann, David, deutscher Schauspieler, Synchronsprecher, Journalist und Hörfunkmoderator
- Friedmann, Desider (1880–1944), Präsident der Israelitischen Kultusgemeinde Wien
- Friedmann, Dietmar (1937–2020), deutscher Buchautor, Dozent und Coaching-Entwickler
- Friedmann, Elly (1912–1988), britisch-israelische Sportpädagogin
- Friedmann, Ernst Joseph (1877–1956), deutscher Mediziner und Chemiker
- Friedmann, Franz Friedrich (1876–1953), deutscher Mediziner, Pionier der Tuberkuloseforschung
- Friedmann, Fridolin (1897–1976), deutsch-britischer Reformpädagoge
- Friedmann, Friedrich Georg (1912–2008), deutscher Kulturhistoriker
- Friedmann, Fritz (1852–1915), deutscher Jurist, Schriftsteller und Publizist
- Friedmann, George (1910–2002), ungarisch-argentinischer Kameramann und Fotograf
- Friedmann, Georges (1902–1977), französischer Soziologe und Philosoph
- Friedmann, Gerd (1925–2020), deutscher Radiologe und Hochschullehrer
- Friedmann, Gloria (* 1950), deutsche Installationskünstlerin und Bildhauerin
- Friedmann, Hans Georg (1928–1945), österreichischer Autor von dreizehn Kriminalgeschichten, Opfer des NS-Regimes
- Friedmann, Helmut (1918–2012), deutscher Sprachwissenschaftler, Schriftsteller und Hochschullehrer
- Friedmann, Herbert (1900–1987), US-amerikanischer Ornithologe, zoologischer Kurator und Kunsthistoriker
- Friedmann, Herbert (1951–2019), deutscher Kinder- und Jugendbuchautor
- Friedmann, Heribert (* 1957), deutscher Polizist und Politiker (AfD), MdL
- Friedmann, Hermann (1873–1957), polnisch-deutscher Philosoph
- Friedmann, Israel (1797–1850), chassidischer Rabbiner
- Friedmann, James Illy (1900–1971), deutsch-argentinischer Buchhändler und Verleger
- Friedmann, Jisroel Moische (1955–2020), US-amerikanischer Rebbe
- Friedmann, Joachim (* 1966), deutscher Comic-Autor, Drehbuch-Autor und Computerspiel-Autor
- Friedmann, John (1926–2017), US-amerikanischer Stadt- und Regionalplaner
- Friedmann, John (* 1971), deutscher Schauspieler und ComedianJohn Friedmann (* 1971)

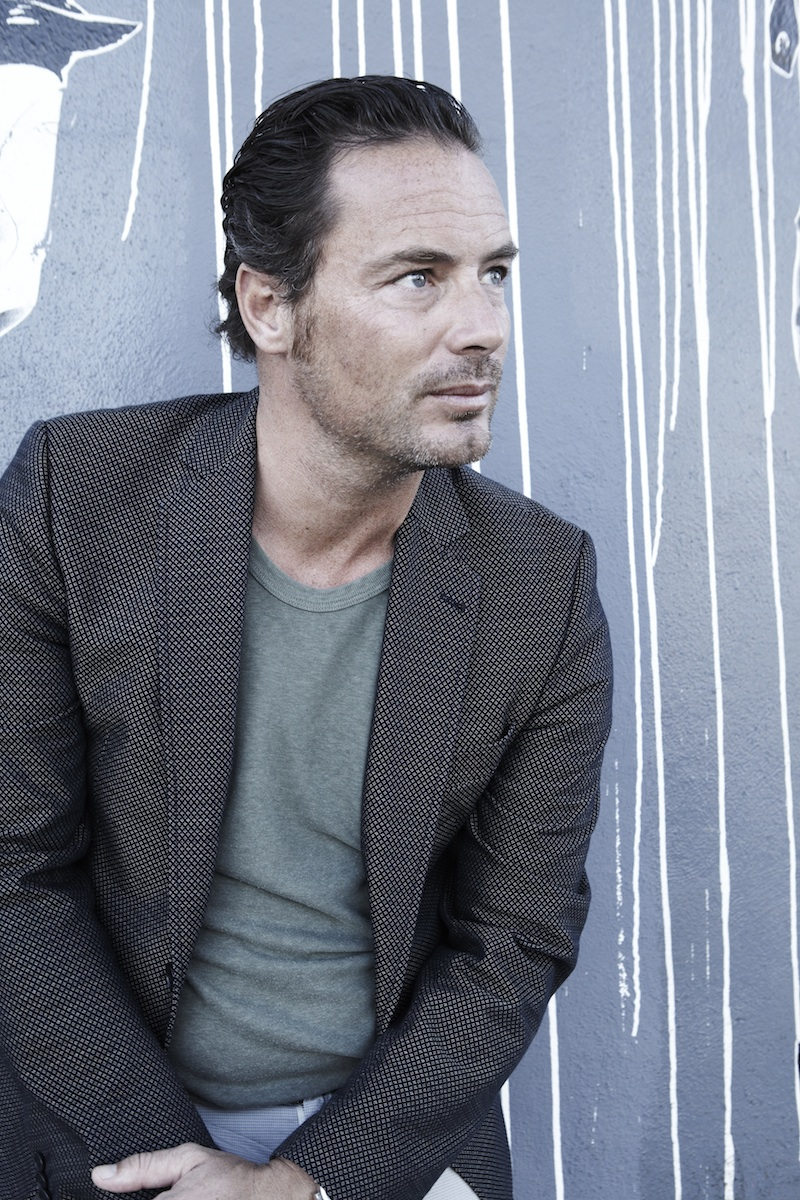
John Friedmann (* 1971)

- Friedmann, Kay (* 1963), deutscher Fußballspieler
- Friedmann, Laura (1858–1921), deutsche Opernsängerin (Koloratursopran)
- Friedmann, Leo (1905–1992), deutschamerikanischer Journalist
- Friedmann, Louis Philipp (1861–1939), österreichischer Industrieller und Bergsteiger
- Friedmann, Max (1864–1936), österreichischer Politiker (DnP), Abgeordneter zum Nationalrat
- Friedmann, Oskar (1872–1929), österreichischer Journalist und Schriftsteller
- Friedmann, Ottilie (1815–1891), deutsche Kinder- und Jugendbuchautorin
- Friedmann, Otto (1860–1901), österreichischer Jurist und Hochschullehrer
- Friedmann, Otto Bernhard (1824–1880), österreichischer Journalist, Zeitungsverleger und Publizist
- Friedmann, Richard (1906–1944), österreichischer Mitarbeiter der Jüdischen Kultusgemeinden in Wien und Prag
- Friedmann, Robert (1888–1940), deutscher Architekt
- Friedmann, Robert (* 1966), deutscher Manager
- Friedmann, Rodolfo (* 1974), paraguayischer Politiker, Minister sowie Senator
- Friedmann, Rolf (1878–1957), deutscher Maler
- Friedmann, Ronald (* 1956), deutscher Historiker und Journalist
- Friedmann, Rudolf (1891–1945), deutsch-jüdischer Journalist, Auslandskorrespondent, Schriftsteller, Übersetzer und Jurist
- Friedmann, Samuel (* 1940), israelischer Dirigent
- Friedmann, Siegwart (1842–1916), österreichischer Schauspieler
- Friedmann, Sigrid (* 1978), österreichische Video- und Installationskünstlerin
- Friedmann, Timo (* 1973), deutscher Journalist
- Friedmann, Werner (1909–1969), deutscher Journalist
- Friedmann, Wilhelm (1884–1942), deutscher Romanist und Literaturwissenschaftler
- Friedmann, Wilhelm (1887–1936), deutsch-österreichischer Ingenieur
- Friedmann, Wolfgang (1907–1972), deutsch-amerikanischer Jurist im Bereich des internationalen Wirtschaftsrechts
- Friedmann, Zalman (1912–1987), israelischer Fußballspieler
- Friedmann-Frederich, Fritz (1883–1934), deutscher Dramatiker, Regisseur und Theaterdirektor
- Friedmann-Otten, Mitzi (1884–1955), österreichische Grafikerin und Kunstgewerblerin
- Friedmann-Wolf, Sonja (1923–1986), deutsche Autorin
- Friedmanszky, Zoltán (1934–2022), ungarischer Fußballspieler und -trainer